# Malakichthys
Malakichthys és un gènere de peixos pertanyent a la família dels acropomàtids.

## Taxonomia
- Malakichthys barbatus (Yamanoue & Yoseda, 2001)[4]
- Malakichthys elegans (Matsubara & Yamaguti, 1943)[5]
- Malakichthys griseus (Döderlein, 1883)[6]
- Malakichthys levis (Yamanoue & Matsuura, 2001)[7]
- Malakichthys mochizuki (Yamanoue & Matsuura, 2001)[8]
- Malakichthys similis (Yamanoue & Matsuura, 2004)[9]
- Malakichthys wakiyae (Jordan & Hubbs, 1925)[10][11]